# Abominator
Az Abominator egy Ausztráliából származó black/death/thrash metal zenekar. 1994-ben alakultak meg Melbourne-ben. Főleg "blackened death metal" műfajú zenét játszanak. Chris Volcano korábban a szintén ausztrál Deströyer 666-ban játszott. Eddig öt nagylemezt jelentettek meg.
Jelenleg három taggal rendelkeznek: Andrew Gillon-nal (Undertaker), Chris Broadway-jel (Volcano) és Valak Exhumer-rel. Volt tagok: Max Krieg, Damon Burr, Dave Deathsaw, Gary Gestapo és Steve Undinism Culpitt.

## Diszkográfia
- Damnation's Prophecy (1999)
- Subversives for Lucifer (2001)
- Nuctemeron Descent (2003)
- The Eternal Confiagration (2006)
- Evil Proclaimed (2015)